# Den Atelier
Pour les articles homonymes, voir Atelier (homonymie).

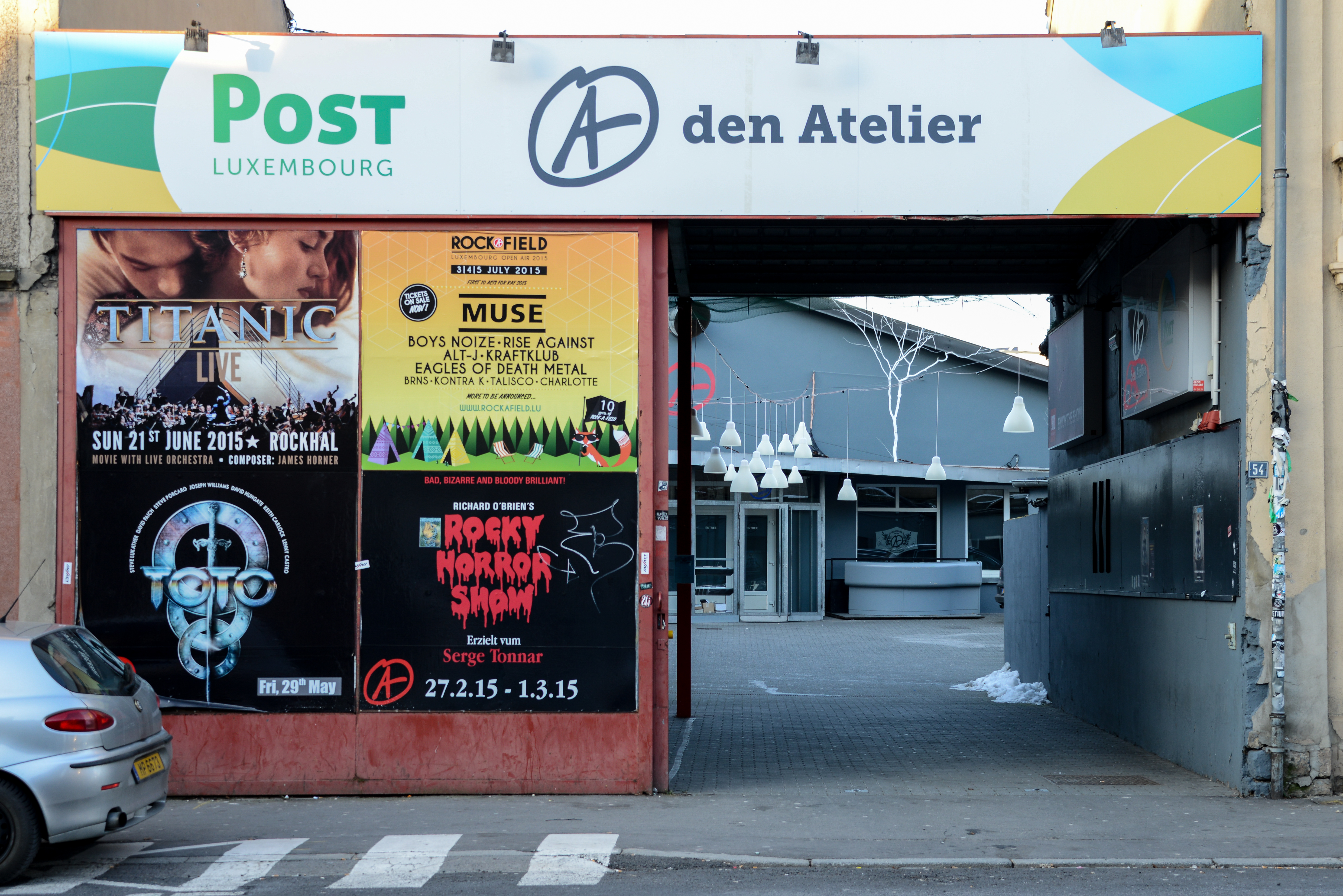
Den Atelier, Février 2015

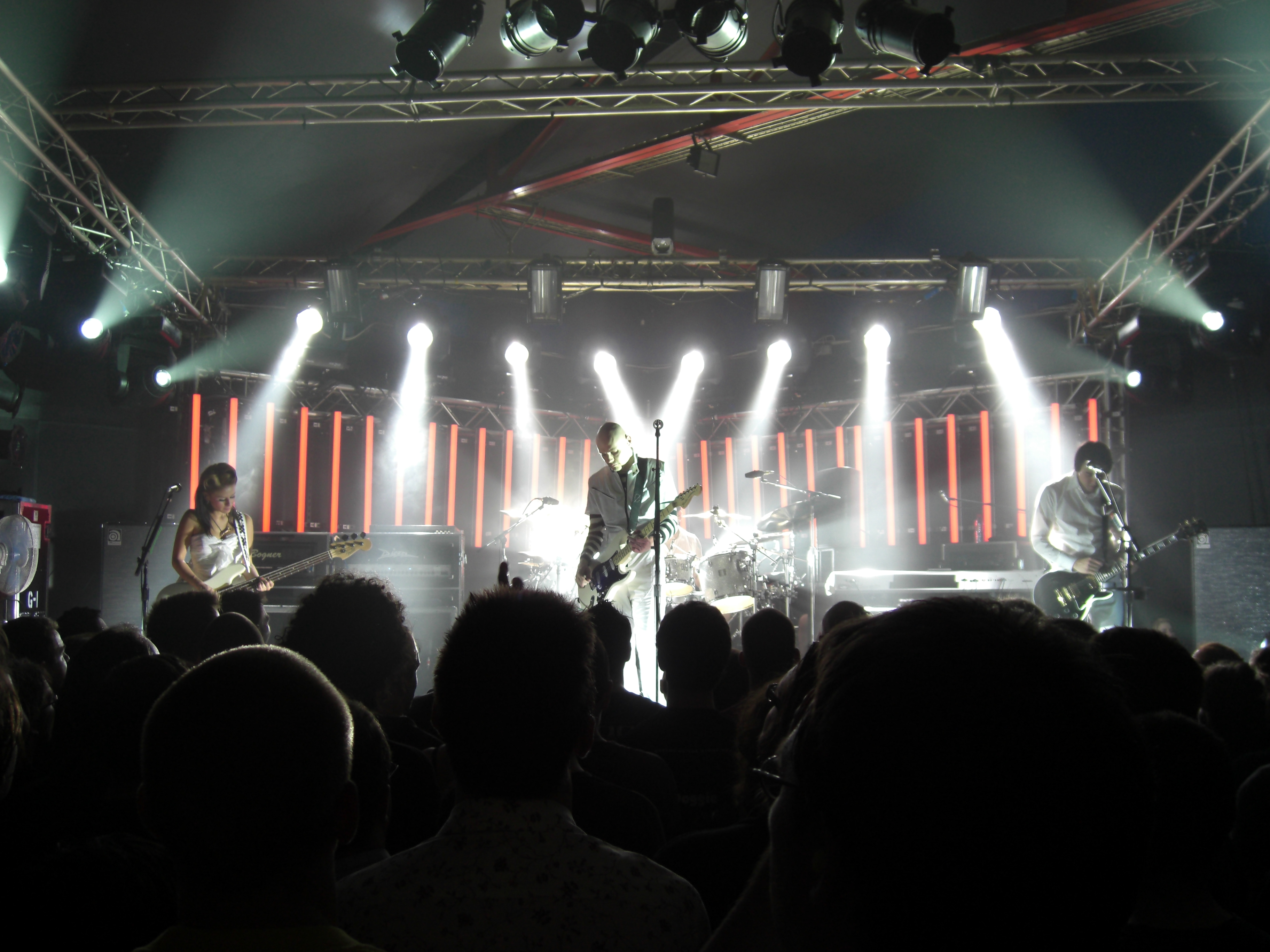
The Smashing Pumpkins en concert à l'Atelier le 24 mai 2007.

Den Atelier est une petite salle de concert de Luxembourg-Ville, dans le quartier d'Hollerich. Son nom est un clin d'oeil au luxembourgeois (den) et au français (atelier). Cet ancien garage Renault a été transformé en salle de concert pendant l'été 1995, et a ouvert ses portes au public le 23 octobre 1995. 
La motivation première derrière Den Atelier a été l'absence de salle de concert dédiée au rock international, alternatif et aux groupes de musique indépendante dans le Luxembourg des années 90. Ses créateurs fréquentaient régulièrement des salles comme l'Ancienne Belgique à Bruxelles, le Paradiso à Amsterdam ou le Bataclan à Paris, et se sont inspirés de leurs programmations pour créer Den Atelier.
Depuis son ouverture en 1995, de nombreux artistes de renommée internationale se sont succédé à Den Atelier ; parmi eux Amy Macdonald, Stefanie Heinzmann, Arctic Monkeys, Tori Amos, Blondie, Garbage, Avril Lavigne, The Corrs, Cyndi Lauper, Good Charlotte, Megadeth, Motörhead, Muse, Wolfmother, My Chemical Romance, Simple Plan, Queens of the Stone Age, Razorlight, Rob Zombie, Ministry, The Smashing Pumpkins, Joe Bonamassa, Foreigner, Marillion, Steve Lukather, Tarja, Epica, Glenn Hughes, Joe Satriani, Apocalyptica et Yoso.
Den Atelier organise depuis 2006 le festival Rock-A-Field à Roeser, au Luxembourg.